# Эрглис, Андрей
Андрей Эрглис (Andrejs Ērglis, 25 декабря 1964 г., Рига) — латвийский кардиолог, профессор Латвийского университета. Действительный член и вице-президент Латвийской академии наук, кавалер ордена Трёх Звезд. Президент Латвийского общества кардиологов.

## Жизненный путь
Родился 25 декабря 1964 года в Риге, внук Павла Ивановича Страдыня  и внучатый племянник Отто Юльевича Шмидта, на его детство сильно повлияла бабушка Нина Фёдоровна Страдыня.
Учился в Рижской средней школе №1, затем на лечебном факультете Рижского медицинского института (РМИ, 1983-1989). По окончании университета начал работать ассистентом в Исследовательской лаборатории ишемической болезни сердца Латвийского НИИ кардиологии, а в 1991 году кардиологом и радиологом в Республиканской клинической больнице им. Паула Страдыня. Совершенствовал свои знания в Стэнфордском университете в США (1993 г.) и в Медицинском центре Университета Монаша в Мельбурне, Австралия (1994 г.).
В 1999 г. А. Эрглис стал заведующим Отделением инвазивной и неотложной кардиологии Больницы имени Страдыня, а в 2005 г. - руководителем Латвийского кардиологического центра и президентом Латвийского общества кардиологов. Он также стал действительным членом Американского колледжа кардиологов (FACC) в 2005 году и членом Европейского общества кардиологов (FESC). В 2006 году А. Эрглис защитил докторскую диссертацию в Латвийском университете на тему «Лечение комплексного поражения коронарных артерий проникающим коронарным вмешательством и рестенозом».

В 2007 году Эрглис избран ассоциированным  профессором Медицинского факультета Латвийского университета, в 2008 году стал директором Научного института кардиологии Латвийского университета и членом-корреспондентом АН Латвии.
«Основа качества жизни — физическая активность. И это вопрос дисциплины для всех — так же, как мы держим в порядке свой дом и двор, нам нужно держать в порядке свое тело и двигаться». Андрей Эрглис

## Научно-организаторская деятельность
Андрей Эрглис — президент Латвийского общества кардиологов.
Он считает, что необходимо изменить подход к здравоохранению в Латвии, которое хронически недофинансируется, и выступает против его превращения в услугу «для богатых». 3 % ВВП на медицину в Латвии (около 900 млн евро в 2017 году) — это очень мало, на почти 2 млн жителей, тогда как в Эстонии финансирование на 1.4 млн жителей составляет 1.5 миллиарда евро (2017). «Я считаю — это вопрос государственной философии. Мы хотим быть и интеллектуально, и материально богатой страной, в которую стоит инвестировать… Но за 5 лет — с 2009 по 2014 год — у нас не родилось 25 000 детей. Это ненормально. Это означает, что сейчас у нас не будет первоклассников. Соответственно, работы для учителей. Позже у нас не будет учащихся в вузах. И так далее…» — предупреждал академик.

## Награды
- Орден Трех Звезд IV степени (2003)[4]
- Награда Латвийского общества врачей и Министерство здравоохранения ЛР «Человек года в медицине 2014» [9]
- Большая медаль Академии наук Латвии (2020)

## Внешние ссылки
- Андрейс Эрглис, профессор Архивировано {{{2}}}. в  г. сайт   Ārsts.lv